# سبزجامه معمولی
سبزجامه معمولی یا فرخنده بیشه‌ای معمولی (نام علمی: Chlorospingus flavopectus)، یک پرنده گنجشک‌سان کوچک است. این گونه زادآور ساکن در ارتفاعات مرکز مکزیک و در جنوب تا بولیوی و شمال غربی آرژانتین است. فرخنده بوته‌ای معمولی، یک مجموعه گونه‌ای پنهان مشکل‌ساز است و چندین مورد از ۲۵ زیرگونه شناخته‌شده در زمان‌های اخیر احتمالاً گونه‌های متمایز هستند. برخی از جمعیت‌ها در واقع به نظر می‌رسد که متمایزتر از چندین عضو دیگر Chlorospingus هستند.